# Chileense parlementsverkiezingen 1937
De Chileense parlementsverkiezingen van 1937 vonden op 7 maart van dat jaar plaats. In de Kamer van Afgevaardigden werden de Partido Liberal en de Partido Conservador de grootste partijen, terwijl in de Senaat de liberalen de grootste werden.

## Uitslagen

### Kamer van Afgevaardigden
| Politieke partij                         | Zetels | Percentage | Verschil |
| ---------------------------------------- | ------ | ---------- | -------- |
| Partido Liberal (PL)                     | 35     | 23,97%     | +17      |
| Partido Nacional Democrático (PLD)       | 6      | 4,11%      | +6       |
| Partido Socialista (PS)                  | 19     | 13,01%     | +18      |
| Partido Radical (PR)                     | 29     | 19,86%     | -6       |
| Partido Demócrata (PDa)                  | 7      | 4,79%      | -        |
| Partido Democrático (PDo)                | 5      | 3,42%      | -8       |
| Movimiento Nacional-Socialista (MNS)     | 3      | 2,05%      | +3       |
| Partido Conservador (PCon)               | 35     | 23,97%     | +1       |
| Onafhankelijken                          | 3      | 2,05%      | -        |
| Partido Agrario (PA)                     | 2      | 1,37%      | -2       |
| Partido Regionalista de Magallanes (PRM) | 0      | 0,0%       | -1       |
| Totaal                                   | 146    | 100%       | 100%     |

### Senaat
- 25 van de 45 zetels verkiesbaar

| Politieke partijen | Zetels | Percentage |
| ------------------ | ------ | ---------- |
| PND                | 1      |            |
| PL                 | 7      |            |
| PR                 | 6      |            |
| PDo                | 2      |            |
| PCon               | 6      |            |
| PS                 | 3      |            |
| Totaal             | 25     | 100%       |

Totale samenstelling Senaat
| Partij               | Zetels |
| -------------------- | ------ |
| Liberal              | 12     |
| Conservador          | 12     |
| Radical              | 11     |
| Demócrata            | 2      |
| Democrático          | 3      |
| National Democrático | 1      |
| Socialista           | 4      |
| Totaal               | 45     |